# Xine
xine (officiellement, se prononce [ksi:n]) est un lecteur multimédia pour les systèmes Unix sous licence GPL. Plus précisément, il s'agit d'une bibliothèque multimédia libre permettant de lire des fichiers multimédia sous de nombreux systèmes d'exploitation (Linux, FreeBSD, Solaris, IRIX, Mac OS X, Windows, HP-UX, OpenBSD).
La bibliothèque xine-lib constitue le moteur de plusieurs lecteurs multimédia. Parmi eux, xine-ui et gxine sont développés dans le projet xine. Plusieurs interfaces graphiques peuvent être utilisées indépendamment pour la gestion de l'affichage vidéo. Les flux audio et vidéo sont décodés avec le programme FFmpeg issu d'un autre projet indépendant. Il est aussi possible d'ajouter les codecs win32codecs importés de Windows.

## Liste incomplète des formats pris en compte
- Média physiques : CD, DVD, Video CD.
- Conteneurs vidéo : MPG, MPEG, TS, OGM, Ogg, AVI, ASF, WMV, WMA, MOV, MP4, MPV, M2V, MP2, MP3, CPK, ROQ, WAV, FLI, RM, RA, RAM, DV, PNG, MNG, VOC, SND (en), AU, MVE, VQA, AUD, WVE, AIF, AIFF, Y4M, MJPEG, AC3, VOX, PVA, STR, NSV, 4XM.
- Codecs vidéo : MPEG-1, MPEG-2, MPEG-4, Theora, DivX, WMV, MJPEG, Cinepak, DV, MSVC, MS RLE, SVQ, CYUV, ROQ, QT RLE, SMC, RPZA, Indeo, ON2 VP3.1, I263, RM, 3ivx, H.263.
- Codecs audio : AAC, AC3, FLAC, MP3, RealAudio, Vorbis, WMA.

Pour une liste complète, référez-vous au site officiel.

## Interfaces graphiques
Plusieurs projets indépendants d'interfaces graphiques utilisant le moteur Xine ont été créés. Parmi ceux-ci on trouve :
- Kaffeine, l'ancien lecteur multimédia intégré dans le projet KDE ;
- xine-ui, une interface graphique légère, indépendante des bureaux graphiques (GNOME ou KDE) et fonctionnellement évoluée. La commande xine est invoquée pour démarrer le lecteur multimédia Xine à partir d'une console.